# Едвард Ли Торндајк
Едвард Ли Тордајк (енгл. Edward Lee Thorndike; 1874 – 1949) био је амерички психолог и професор на Учитељском факултету Универзитета Колумбија (Teachers College, Columbia University). Дао је значајан допринос у области компаративне психологије и изучавања процеса учења што је омогућило утемељење педагошке психологије. Заједно са Робертом Вудвортом творац је теорије идентичних елемената.
Научни часопис Review of General Psychology чији је издавач Америчко удружење психолога је Торндајка рангирао као деветог најцитиранијег психолога двадесетог века. Едвард Ли Торндајк и Иван Павлов сматрају се пионирима изучавања феномена понашања на анималним моделима.
Торндајк је у оквиру своје докторске тезе представио теорију учења како би указао на улогу искуства у успостављању везе између одговора на стимулус и процеса учења (конекционизам). Описао је свој екперимент којим је указао на принцип учења путем слепих покушаја и случајног успеха. Гладну мачку затворио је у кавез са системом полуге за отварање врата испред кога је оставио храну. Мачка је покушавала да изађе провлачењем без успеха, а свој бес неуспехом испољавала је скакањем по кавезу све док случајно није додирнула полугу за излаз. У сваком наредном понављању експеримента број случајних покушаја код мачке био је мањи што је указало на поступност у учењу на основу покушаја и грешака.

## Експеримент са мачкама
Едвард Ли Торндајк је у оквиру своје докторске тезе представио теорију учења како би указао на улогу искуства у успостављању везе између одговора на стимулус и процеса учења (конекционизам). Описао је свој екперимент којим је указао на принцип учења путем слепих покушаја и случајног успеха.
Гладну мачку затворио је у кавез са системом полуге за отварање врата испред кога је оставио храну. Мачка је покушавала да изађе провлачењем без успеха, а свој бес неуспехом испољавала је скакањем по кавезу све док случајно није додирнула полугу за излаз. У сваком наредном понављању експеримента број случајних покушаја код мачке био је мањи што је указало на поступност у учењу на основу покушаја и погрешака. Дакле, у овој ситуацији мачка изводи низ безуспешних покрета докле случајно не подигне ограду на вратима и стигне до награде. Оно што је важно за опис овог учења јесте да она опет изводи безуспешне покушаје да дође до хране. Међутим, број безуспешних покушаја се временом смањује.
Овај експеримент говори у прилог асоцијационистичким С-Р теоријама по којима током учења јача веза или асоцијација између дражи и одговора и значајан је и код животиња и код људи. Грешка асоцијационистичких теорија лежи, међутим, у томе што су покушали да учења различитих степена сложености сведу на овај облик учења.

## Торндајкови закони
Едвард Ли Торндајк је на основу свог експеримента са мачкама створио три закона, за које сматра да се јављају у току инструменталног условљавања:
- „Закон ефекта“: када је веза између стимулуса (С) и одговора (Р)  позитивно награђена јачаће, повећава се вероватноћа његовог јављања, а када је кажњено слабиће, смањиваће се вероватноћа његовог јављања
- „Закон вежбања“: што се једна С-Р веза више вежба, то ће бити јача

- „Закон спремности“: због структуре нервног система у одређеној ситуацији одређене јединице понашања ће се вероватније извести, појавити него неке друге[4]

## Изабрани радови
- Educational Psychology (1903)
- Introduction to the Theory of Mental and Social Measurements (1904)
- The Elements of Psychology (1905)
- Animal Intelligence (1911)
- Edward L. Thorndike. (1999). Education Psychology: briefer course. New York: Routledge. ISBN 978-0-415-21011-9. Непознати параметар |orig-date= игнорисан (помоћ)
- The Teacher's Word Book (1921)
- The Psychology of Arithmetic (1922)
- The Measurement of Intelligence (1927)
- Human Learning (1931)
- A Teacher's Word Book of the Twenty Thousand Words Found Most Frequently and Widely in General Reading for Children and Young People (1932)
- The Fundamentals of Learning (1932)
- The Psychology of Wants, Interests, and Attitudes (1935)
- The Teacher's Word Book of 30,000 Words (co-authored with Irving Lorge) (1944)

### Публикације
- "Some Experiments on Animal Intelligence" Science, Vol. VII, January/June, 1898.
- Thorndike, Edward (1900). „Do Fishes Remember?”. Science. 11 (268): 273—274. Bibcode:1900Sci....11..273T. JSTOR 1626563. PMID 17740220. doi:10.1126/science.11.268.273.
- "Mental Fatigue" The Psychological Review, Vol. VII, 1900.
- "Judgements of Magnitude by Comparison with a Mental Standard" with R. S. Woodworth, The Psychological Review, Vol. VII, 1900.
- Thorndike, Edward L. (1901). „Adaptation in Vision”. Science. 14 (345): 221—222. JSTOR 1628095. PMID 17797830. S2CID 239833075. doi:10.1126/science.14.345.221.a.
- Thorndike, Edward L. (1902). „Psychology in Secondary Schools”. The School Review. 10 (2): 114—123. JSTOR 1075880. S2CID 144246793. doi:10.1086/434307.
- "The Careers of Scholarly Men in America" The Century Magazine, May 1903.
- Thorndike, Edward L. (1905). „Measurement of Twins”. The Journal of Philosophy, Psychology and Scientific Methods. 2 (20): 547—553. JSTOR 2011451. doi:10.2307/2011451.
- Thorndike, Edward L. (1906). „An Empirical Study of College Entrance Examinations”. Science. 23 (596): 839—845. Bibcode:1906Sci....23..839T. JSTOR 1632842. PMID 17797564. doi:10.1126/science.23.596.839.
- "Sex and Education" The Bookman, Vol. XXIII, March/August 1906.
- "Education" The Bookman, October 1906.
- Thorndike, Edward L. (1907). „The Mental Antecedents of Voluntary Movements”. The Journal of Philosophy, Psychology and Scientific Methods. 4 (2): 40—42. JSTOR 2010699. doi:10.2307/2010699.
- Thorndike, Edward L. (1907). „On the Function of Visual Images”. The Journal of Philosophy, Psychology and Scientific Methods. 4 (12): 324—327. JSTOR 2010743. doi:10.2307/2010743.
- Thorndike, Edward L. (1908). „The Effect of Practice in the Case of a Purely Intellectual Function”. The American Journal of Psychology. 19 (3): 374—384. JSTOR 1413197. doi:10.2307/1413197.
- Thorndike, Edward L. (1909). „A Note on the Specialization of Mental Functions with Varying Content”. The Journal of Philosophy, Psychology and Scientific Methods. 6 (9): 239—240. JSTOR 2011832. doi:10.2307/2011832.
- Thorndike, Edward L. (1910). „Collegiate Instruction”. Science. 31 (794): 428—431. Bibcode:1910Sci....31..428T. JSTOR 1636145. PMID 17732803. doi:10.1126/science.31.794.428., March 18, 1910.
- Thorndike, Edward L. (1910). „Repeaters in the Upper Grammar Grades”. The Elementary School Teacher. 10 (9): 409—414. JSTOR 993291. S2CID 144838897. doi:10.1086/453978.
- Thorndike, Edward L. (1910). „The Relation between Memory for Words and Memory for Numbers, and the Relation between Memory over Short and Memory over Long Intervals”. The American Journal of Psychology. 21 (3): 487—488. JSTOR 1413353. doi:10.2307/1413353.
- Thorndike, Edward L. (1910). „Practice in the Case of Addition”. The American Journal of Psychology. 21 (3): 483—486. JSTOR 1413352. doi:10.2307/1413352.
- Thorndike, Edward L. (1911). „Testing the Results of the Teaching of Science”. The Mathematics Teacher. 3 (4): 213—218. JSTOR 27949682. doi:10.5951/MT.3.4.0213.
- Thorndike, Edward L. (1911). „A Scale for Measuring the Merit of English Writing”. Science. 33 (859): 935—938. JSTOR 1638715. PMID 17754446. doi:10.1126/science.33.859.935.b.
- Thorndike, Edward L. (1912). „The Measurement of Educational Products”. The School Review. 20 (5): 289—299. JSTOR 1076195. S2CID 143457324. doi:10.1086/435934.
- Thorndike, E. L. (1913). „Educational Diagnosis”. Science. 37 (943): 133—142. Bibcode:1913Sci....37..133T. JSTOR 1637975. PMID 17794518. doi:10.1126/science.37.943.133., January 24, 1913.
- Thorndike, Edward L. (новембар 1913). „Notes on the Significance and Use of the Hillegas Scale for Measuring the Quality of English Composition”. The English Journal. 2 (9): 551—561. JSTOR 801022. doi:10.2307/801022. 1913.
- Thorndike, Edward L.; Gaylord, Harry D.; Babb, Maurice J.; Breckenridge, William E.; Thorndike, Edward L. (1914). „An Experiment in Grading Problems in Algebra”. The Mathematics Teacher. 6 (3): 123—134. JSTOR 27946819. doi:10.5951/MT.6.3.0123.
- Thorndike, Edward L. (1914). „The Failure of Equalizing Opportunity to Reduce Individual Differences”. Science. 40 (1038): 753—755. JSTOR 1639020. PMID 17814176. S2CID 239794830. doi:10.1126/science.40.1038.753.b.
- Thorndike, Edward L. (1915). „The Form of the Curve of Practice in the Case of Addition”. The American Journal of Psychology. 26 (2): 247—250. JSTOR 1413254. doi:10.2307/1413254.
- Thorndike, Edward L. (1915). „The Resemblance of Young Twins in Handwriting”. The American Naturalist. 49 (582): 377—379. Bibcode:1915ANat...49..377T. JSTOR 2456110. S2CID 84170570. doi:10.1086/279488.
- Thorndike, Edward L. (1916). „Notes on Practice, Improvability, and the Curve of Work”. The American Journal of Psychology. 27 (4): 550—565. JSTOR 1412994. doi:10.2307/1412994.
- Thorndike, Edward L. (1917). „On the Function of Visual Imagery and its Measurement from Individual Reports”. The Journal of Philosophy, Psychology and Scientific Methods. 14 (14): 381—384. JSTOR 2940196. doi:10.2307/2940196.
- Thorndike, Edward L. (1917). „The Understanding of Sentences: A Study of Errors in Reading”. The Elementary School Journal. 18 (2): 98—114. JSTOR 993655. S2CID 144442243. doi:10.1086/454594.
- "Reliability and Significance of Tests of Intelligence" The Journal of Educational Psychology, Vol. XI, 1920.
- Thorndike, Edward L. (1922). „The Psychology of the Equation”. The Mathematics Teacher. 15 (3): 127—136. JSTOR 27950401. doi:10.5951/MT.15.3.0127.
- Thorndike, Edward L.; _, _. (1921). „A Note on the Failure of Educated Persons to Understand Simple Geometrical Facts”. The Mathematics Teacher. 14 (8): 451—453. JSTOR 27950376. doi:10.5951/MT.14.8.0451., December 1921.
- Thorndike, Edward L. (1922). „The Psychology of Problem Solving”. The Mathematics Teacher. 15 (5): 212—227. JSTOR 27950415. doi:10.5951/MT.15.4.0212.,|journal= |date= |volume=15|issue=4|pages=}}
- Thorndike, Edward L. (1922). „The Psychology of Problem Solving”. The Mathematics Teacher. 15 (5): 212—227. JSTOR 27950415. doi:10.5951/MT.15.4.0212.
- Thorndike, Edward L. (1922). „The Nature of Algebraic Abilities”. The Mathematics Teacher. 15 (2): 6—15. JSTOR 27950382. doi:10.5951/MT.15.1.0006.,|journal= |date= |volume=15|issue=1|pages=}}
- Thorndike, Edward L. (1922). „The Nature of Algebraic Abilities”. The Mathematics Teacher. 15 (2): 6—15. JSTOR 27950382. doi:10.5951/MT.15.1.0006., February 1922.
- Thorndike, Edward L. (1922). „The Strength of the Mental Connections Formed in Algebra”. The Mathematics Teacher. 15 (6): 317—331. JSTOR 27950433. doi:10.5951/MT.15.6.0317.
- Thorndike, Edward L. (1922). „The Constitution of Algebraic Abilities”. The Mathematics Teacher. 15 (7): 405—415. JSTOR 27950446. doi:10.5951/MT.15.2.0079., November 1922.
- "The Teachable Age" The Survey, April 1, 1928.
- "Instinct" in Biological Lectures From The Marine Biological Laboratory of Woods Holl, 1899.
- "The Associative Processes in Animals" in Biological Lectures From The Marine Biological Laboratory of Woods Holl, 1899.